# قرية تصبة (أحور)

تعديل مصدري - تعديل

قرية تصبه هي إحدى قرى عزلة أحور بمديرية أحور التابعة لمحافظة أبين، بلغ تعداد سكانها 167 نسمة حسب تعداد اليمن لعام 2004.